# Tim Clark
Pour les articles homonymes, voir Clark.
Tim Clark (de son vrai nom Timothy Henry Clark) né le 17 décembre 1975 à Durban est un golfeur professionnel sud-africain qui joue sur le circuit PGA Tour.

## Biographie
Après plusieurs années d'insuccès malgré de nombreuses places d'honneur sur le PGA Tour, il obtient finalement son premier titre en remportant The Players Championship en 2010. Il remporte un deuxième trophée en 2014 avec sa victoire à l'Omnium canadien.
Il a également remporté l'Open d'Australie en 2008.